# Isochlora longivitta
Isochlora longivitta là một loài bướm đêm trong họ Noctuidae.